# Kaplica ewangelicka w Czechowicach-Dziedzicach
Kaplica ewangelicka w Czechowicach-Dziedzicach – kaplica ewangelicko-augsburska w Czechowicach-Dziedzicach, w województwie śląskim w Polsce. Należy do parafii ewangelicko-augsburskiej w Czechowicach-Dziedzicach.

## Historia
Obecność ewangelików na terenie obecnego miasta Czechowice-Dziedzice związana jest przede wszystkim z emigracją niemieckojęzycznych pracowników do budowy kolei oraz zakładów przemysłowych w końcu XIX wieku. Utworzenie filiału parafii ewangelickiej w Bielsku i pierwsze nabożeństwo odbyło się w 1896 r. Od 1907 r. wynajmowano na ten cel salę w restauracji Gebauera w Dziedzicach. W pierwszym nabożeństwie tam odbywającym się, z racji miejsca jego prowadzenia uczestniczyło jedynie siedem osób, a obrzędy były zakłócane przez gości restauracji.
Postanowiono o budowie własnego obiektu sakralnego. Na działce obok niemieckiej szkoły podstawowej, podarowanej przez Leona Zipsera, rozpoczęto w 1910 r. budowę kaplicy, poświęconej 17 grudnia 1911 r. W budynku tym znajdowała się kaplica, zakrystia oraz mieszkania. Początkowo placówka działała jako stacja kaznodziejska, od 1915 r. podniesiono ją do rangi filiału parafii ewangelicko-augsburskiej w Bielsku. Wydzielono też kwaterę ewangelicką na cmentarzu w Dziedzicach.
W okresie II Rzeczypospolitej nabożeństwa odbywały się w co drugą niedzielę, w języku niemieckim i polskim.
Podczas II wojny światowej budynek kaplicy został trafiony przez pocisk artyleryjski. W wyniku tego zniszczone zostały wszystkie szyby oraz ściana. Kaplica została splądrowana przez żołnierzy i szabrowników. Zniszczenia zostały jednak usunięte i 3 maja 1945 r. odbyło się nabożeństwo dziękczynne.
Kaplica stała się świątynią samodzielnej parafii w Czechowicach-Dziedzicach w 1969 r.
Nabożeństwa w kaplicy prowadzone są w każdą niedzielę oraz święta.